# José María Parás
José María de Jesús Parás Ballesteros (San Mateo del Pilón, Nuevo Reino de León, 16 de abril de 1794-Monterrey, Nuevo León, 18 de febrero de 1850) fue un militar y político que se convirtió en el primer gobernador constitucional del Estado de Nuevo León en 1825, tras la promulgación de la Constitución del Estado de Nuevo León, cargo que volvería a ocupar en 1848, sin llegar a concluirlo debido a su estado de salud, muriendo poco después de haber renunciado.

## Inicios
Nació en San Mateo del Pilón (Montemorelos, N.L.) el 16 de abril de 1794, siendo hijo de don Vicente Antonio Parás Pereda y de doña María Guadalupe Ballesteros González (siendo a su vez, medio-hermano del arzobispo José Lázaro de la Garza y Ballesteros), siendo bautizado el 27 de ese mismo mes. Realizó sus primeros estudios en el Seminario de Monterrey, donde llegó a ser alumno y catedrático simultáneamente; terminó su preparación académica en la Ciudad de México. Terminado el curso de teología, se separó para ayudar a sus padres en la administración de sus bienes.
Hacia 1824 ya había alcanzado el grado de capitán de infantería y era alcalde del Valle del Pilón. En ese año se promulgó la Constitución Federal y Nuevo León nació como un estado integrante de la República. Como tal, debía contar con su propia Carta Magna y Parás fue uno de los once diputados que formaron parte del primer Congreso Constituyente local, que el 5 de marzo de 1825 promulgó la Constitución del Estado.

## Gobernador del Estado
Ese año resultó elegido primer gobernador constitucional, cargo en el que desempeñó hasta 1827. Durante su administración dispuso el establecimiento de una Casa de Beneficencia para la educación de los pobres y la enseñanza de las artes y la pequeña industria. Creó las Juntas Patrióticas; impulsó la minería y la agricultura; estableció la imprenta del gobierno y publicó el primer periódico oficial: La gaceta constitucional. Asimismo, erigió las municipalidades de los Álamos, Salinas, Victoria y Villa Aldama.
A fin de impulsar la calidad de la enseñanza, habilitó el Seminario de Monterrey como universidad, por lo que pudieron impartirse desde entonces grados superiores. Además, fue durante la gestión de Parás que se dictó en Nuevo León la Ley de Instrucción Pública (1826), que dispuso la educación primaria obligatoria y gratuita, ordenando la creación de por lo menos dos escuelas en cada municipio. Propuso, aunque sin lograrlo, la creación de una oficina directora de la enseñanza.

## Otras actividades
Al concluir su mandato, en 1827, José María Parás fue nombrado vicegobernador para el segundo período gubernamental de Nuevo León, siendo elegido como gobernador Manuel Gómez de Castro. Posteriormente a Parás le asignaron la inspección y organización de las fuerzas militares de varios distritos; el 19 de septiembre de 1828 fue nombrado inspector de la Milicia Cívica, que organizó para participar contra la invasión de Isidro Barradas, y en 1830 fue diputado en el Congreso federal, amen de ocupar en diversas ocasiones la alcaldía de su ciudad natal, en donde también se distinguió por su entusiasmo y por haber servido a los intereses públicos.
Parás mantuvo relación con el gobierno de Francisco de P. Morales instalado en Galeana. En febrero de 1848, una vez concluida la invasión norteamericana y celebrada la paz entre México y los Estados Unidos mediante la firma de los Tratados de Guadalupe Hidalgo, Parás volvió a ocupar el cargo de gobernador, gracias a la trayectoria seguida durante su primera administración y a sus méritos en otras asignaciones. Este periodo terminó el 16 de febrero de 1849 y al día siguiente fue reelegido gobernador constitucional.

## Aportaciones de su administración
Durante estos dos períodos gubernamentales, José María Parás realizó un intenso trabajo administrativo, básicamente dirigido a fomentar el desarrollo comercial de la entidad mediante la abolición de las alcabalas -que impedían la consolidación del mercado local y regional- y el mejoramiento de los caminos que conectaban localidades del Estado entre sí y con otras vecinales.
También fortaleció la instrucción pública; organizó nuevas milicias para repeler las incursiones de los indios -que seguían constituyendo una amenaza para los habitantes de Nuevo León-, e inició la reglamentación del rastro de la ciudad de Monterrey.

## Últimos aportes, retiro y muerte
La intensa labor de reconstrucción que llevaba a cabo don José María Parás -después de tantos años de perturbaciones políticas y tras los destrozos causados por la guerra con Norteamérica- fue suspendida por su precario estado de salud, que le obligó a pedir licencia por seis meses a partir del 14 de enero de 1850. Antes de retirarse, dictó las medidas necesarias para evitar la epidemia de cólera que por aquella época azotaba al país, y dispuso la creación del municipio de Mier y Noriega.
El 10 de febrero de ese año, Parás otorgó testamento ante el escribano Bartolomé García. El Congreso y el Cabildo dispusieron las solemnidades con que, a solicitud suya, se le administraría el sagrado viático, y el día 12 de ese mes le fue llevado, desde la Catedral, en una procesión integrada por la comunidad del Seminario, el clero regular y secular, presidido por los canónigos, el ayuntamiento bajo de mazas, la Legislatura, comisiones oficiales y la Guardia Nacional.
No obstante la atención de que fue objeto, José María Parás falleció a las 5:45 de la tarde del 18 de febrero de 1850, a los 55 años de edad. Sus funerales fueron muy concurridos y se le sepultó en el muro norte del presbiterio de la Catedral de Monterrey, donde se le rindieron solemnes honras fúnebres. Fue sucedido en el cargo por Pedro José García del Valle.

## Honorificaciones
En su honor y por decreto, el 17 de febrero de 1851 fue creada la municipalidad de Parás en el lugar hasta entonces llamado Huizachal de los Canales. De él se dijo alguna vez que su gobierno y presencia tuvieron "un sello benigno y patriarcal", de "autoridad y rectitud".
Fue antepasado del también gobernador del Estado José Natividad González Parás.